# Lumen fidei
Lumen fidei (łac. Światło wiary) – pierwsza encyklika papieża Franciszka, zaprezentowana 29 czerwca 2013 w Watykanie, w niespełna cztery miesiące po konklawe.

## Geneza dokumentu
Pod koniec kwietnia 2013 rzecznik prasowy Stolicy Apostolskiej o. Federico Lombardi poinformował, że nowo wybrany papież może opublikować swoją pierwszą encyklikę jeszcze w tym samym roku. Przypomniał również, że poprzedni papież Benedykt XVI pracował nad encykliką na temat wiary (początkowo zapowiadano jej wydanie, jednak po dobrowolnym zrzeczeniu się urzędu Benedykt XVI nie mógł ogłosić tekstu, który stanowiłby element nauczania Kościoła katolickiego), więc Franciszek będzie mógł skorzystać z jego materiałów i uzupełnić je własnymi spostrzeżeniami i myślami. 13 czerwca 2013 podczas spotkania z członkami Rady Sekretariatu Synodu Biskupów papież wyjaśnił szybkie tempo powstania dokumentu, określając go mianem „encykliki na cztery ręce”, co nawiązuje do rozpoczęcia pracy przez jego poprzednika.
Termin światło wiary oznacza w teologii światło nadprzyrodzone, które uzdalnia intelekt i wolę człowieka do uznania objawienia Bożego.

## Treść
Papieski dokument o wierze składa się z 60 paragrafów, dzieląc się na wstęp (7 paragrafów) i cztery rozdziały. Rozdział pierwszy − Myśmy uwierzyli miłości − przedstawia wiarę starotestamentalnego patriarchy Abrahama oraz Narodu wybranego, by w końcowej części przejść do tematu pełni wiary zbawczej w osobę Jezusa Chrystusa, doświadczanej we wspólnocie eklezjalnej. W rozdziale drugim − Jeżeli nie uwierzycie, nie zrozumiecie − papież zajął się związkiem wiary z miłością, rozumem, szukaniem Boga oraz teologią. W trzecim rozdziale − Przekazuję wam to, co przejąłem − autor zajął się problematyką przekazywania wiary we wspólnocie wierzących. Czwarty rozdział − Bóg przysposabia im miasto  − dotyczy spełnienia wiary w relacjach międzyludzkich, w rodzinie, życiu społecznym, w postawie wobec cierpienia i śmierci. Dokument kończy modlitwa do Matki Bożej jako Błogosławionej, która uwierzyła.

### Rozdział I – Czym jest wiara
Encyklika zaczyna od przedstawienia katolickiego nauczania o wierze w świetle teologii odnowionej po Soborze watykańskim II. Cechuje ją podejście biblijne i historyczne. Papież stwierdził:

Jeśli chcemy zrozumieć, czym jest wiara, powinniśmy opowiedzieć jej historię, drogę ludzi wierzących, o której w pierwszym rzędzie świadczy Stary Testament. Szczególne miejsce należy się Abrahamowi, naszemu ojcu w wierze. W jego życiu wydarza się rzecz wstrząsająca: Bóg kieruje do niego Słowo, objawia się jako Bóg, który mówi i wzywa po imieniu. Wiara wiąże się ze słuchaniem. Abraham nie widzi Boga, ale słyszy Jego głos. W ten sposób wiara otrzymuje osobisty charakter. Dlatego Bóg nie jest Bogiem jakiegoś miejsca ani nawet Bogiem związanym z jakimś specyficznym świętym czasem, ale jest Bogiem osoby, Bogiem właśnie Abrahama, Izaaka i Jakuba, zdolnym do nawiązania kontaktu z człowiekiem i do ustanowienia z nim przymierza. Wiara stanowi odpowiedź na Słowo skierowane do osoby, daną pewnemu «Ty», które nas woła po imieniu (Lumen fidei 8).

### Rozdział II – Wiara a poznanie
Poprzez egzegezę Izajasza papież zwraca uwagę, że wiara jest podstawą do zrozumienia działania Boga (LF 23) czyli prowadzi do odpowiedzi na pytania pierwsze. W ten sposób odwołuje się do prawdy obiektywnej o życiu i losach współczesnego człowieka, który tej prawdy poszukuje ze względu na otaczający go relatywizm lub narzucane mu globalne systemy myślenia. Znalezienie prawdy w wierze religijnej prowadzi do przemiany człowieka, która to wyraża się miłością rozumianą nie jako dynamiczne uczucie, ale jako postawa relacyjna wobec świata - patrzeniem w perspektywie drugiego człowieka i wspólnym patrzeniu na wszystko (LF 27). Tak doświadczona miłość staje się źródłem poznania Boga. Podobnie jak w innych doświadczeniach ludzkich do rozwoju wiary konieczne są także zmysły, zwłaszcza wzroku i słuchu. Doświadczenie to można streścić cytatem z Ewangelii wg św. Jana: ujrzał i uwierzył (J 20,8). Punktem kulminacyjnym w historii poznania Boga przez zmysły było Wcielenie Jezusa, a obecnie zmysłowe doświadczenie Boga możliwe jest w sakramentach Kościoła (LF 31). Poznanie Boga, a tym samym jego miłości do człowieka, a także miłości jako sensu życia jest możliwe również dzięki rozumowi, czego przykładem może być droga wiary św. Augustyna. Oddziaływanie rozumu i wiary jest ponadto obustronne, ponieważ wiara pobudza zmysł krytyczny (LF 34). Istotnym warunkiem do poznania Boga jest jego poszukiwanie. Dziedziną, w której wiara i rozum wyrażają i uzupełniają się wzajemnie, a także, która jest jednocześnie poznaniem Boga w świetle wiary jest teologia chrześcijańska. Poznanie teologiczne nie jest jednak doświadczeniem indywidualnym, ale zbiorowym - eklezjalnym, które ma sens tylko gdy służy wierze innych chrześcijan i gdy weryfikowana jest przez magisterium Kościoła (LF 36).

### Rozdział III – przekazywanie wiary
W rozdziale III poświęconym przekazywaniu wiary przez Kościół („Przekazuję wam to, co przejąłem (por. 1 Kor 15, 3)”), biskup Rzymu podał argumenty za jednością wiary chrześcijańskiej, wbrew współczesnym wątpliwościom co do możliwości jej urzeczywistnienia. Jedność wiary wiąże się z tym że Bóg jest jeden, odnosi się do jednego Pana, do życia Jezusa Chrystusa w jego historycznym wymiarze, do tajemnicy Wcielenia. Ostatecznym argumentem za jednością wiary jest to, że jest ona wiarą Kościoła:

Wreszcie, wiara jest jedna, ponieważ podziela ją cały Kościół, będący jednym ciałem i jednym Duchem. W komunii jednego podmiotu, którym jest Kościół, przyjmujemy wspólne spojrzenie. Wyznając tę samą wiarę, opieramy się na tej samej skale, jesteśmy przemieniani przez tego samego Ducha miłości, promieniujemy jednym światłem i mamy jedno spojrzenie, by przeniknąć rzeczywistość (Lumen fidei 47).

Jedność i pełnię wiary, głoszenie jej „całego depozytu” (por. 1 Tm 6, 20), zapewnia według biskupa Rzymu, Sukcesja apostolska (Lumen fidei 49).
Papież ukazał też sakramentalny charakter wiary, tzn. że wiara także w sposób widzialny, dotykalny, zmienia życie człowieka kształtowanego przez nią, otwierając go na to, co niewidzialne, wieczne:

Jeśli jest prawdą, że sakramenty są sakramentami wiary, to trzeba również powiedzieć, że wiara ma strukturę sakramentalną. (...) Rozbudzenie wiary łączy się z rozbudzeniem nowego sakramentalnego sensu życia człowieka i egzystencji chrześcijańskiej, ukazując, że pierwiastek widzialny i pierwiastek materialny otwierają się na tajemnicę tego, co wieczne (Lumen fidei 40).

Papież omówił znaczenie wzajemnej relacji chrztu i wiary, podkreślając zasadniczą rolę odrodzenia formacji do wiary zwanej katechumenatem, która wprowadza kandydata do przyjęcia chrześcijaństwa w «formę wiary». Jej podstawowym wyrazem jest włączenie w komunię Trójcy Świętej:

Działanie Chrystusa dotyka nas w naszej rzeczywistości osobowej, przemieniając nas radykalnie, sprawiając, że stajemy się przybranymi synami Bożymi, uczestnikami Jego Boskiej natury; modyfikuje w ten sposób wszystkie nasze relacje, naszą konkretną sytuację w świecie i wszechświecie, otwierając ją na swoje życie w komunii (Lumen fidei 42).

### Rozdział IV – wiara w rodzinie i w społeczeństwie
Papież podkreślił też w rozdziale IV („Bóg przysposabia im miasto (por. Hbr 11, 16)”) dobroczynny wpływ wiary na życie rodzinne i społeczne. Zauważył, że powszechne dążenie do ustanowienia relacji braterskiej między ludźmi nie może przynieść trwałych owoców bez odniesienia do wspólnego Ojca, którym jest Bóg:

W «modernizmie» starano się budować powszechne braterstwo między ludźmi, przyjmując za podstawę ich równość. Stopniowo jednak rozumieliśmy, że wspomniane braterstwo, pozbawione odniesienia do wspólnego Ojca jako swego ostatecznego fundamentu, nie potrafi się ostać. Trzeba więc powrócić do prawdziwego źródła braterstwa. Od samego początku historia wiary była historią braterstwa, choć nie pozbawioną konfliktów. Bóg wzywa Abrahama, by wyszedł z rodzinnej ziemi, i obiecuje mu, że uczyni z niego jeden wielki naród, wielki lud, który otrzyma Boże błogosławieństwo (por. Rdz 12, 1-3). W rozwoju historii zbawienia człowiek odkrywa, że Bóg pragnie, by wszyscy jako bracia uczestniczyli w jedynym błogosławieństwie, które znajduje swoją pełnię w Jezusie, tak aby wszyscy stali się jedno. Niewyczerpana miłość Ojca jest nam przekazywana w Jezusie, także przez obecność brata. Wiara uczy nas dostrzegać, że w każdym człowieku jest błogosławieństwo dla mnie, że światło oblicza Bożego oświeca mnie przez oblicze brata (Lumen fidei 54).